# El Señor Manolo
El Señor Manolo es un filme español de acción, comedia, tragicomedia y drama, escrito y dirigido por Fernando Osuna Mascaró y estrenado al público en el 2014.  

## Sinopsis
El historia se centra en Manolo, un estanquero mayor, tradicional y de fuertes principios que extraña la España del periodo fascista y que secretamente se apasiona por las películas de fantasía. Su único hijo, Miguel, quien también lo ayuda a llevar el estanco, se involucra en una esquema de tráfico de drogas para recaudar dinero rápido para que su madre, Carolina, quien sufre de la enfermedad de Alzheimer, pueda vivir en una buena residencia. Cuando algo sale mal, Miguel se ve obligado a esconder las drogas en casa, y es secuestrado por los narcotraficantes. Para complicar las cosas, Manolo ha ingerido accidentalmente una tortilla de patatas preparada por su enferma mujer y rellena de setas alucinógenas, lo cual añade una dimensión surrealista a la aventura. Drogado, Manolo decide rescatar a su hijo desaparecido. Manolo y Carolina tendrán que recurrir a las calles de un viejo barrio de Madrid de la ciudad para buscarle, armados con solamente una escopeta, en una misión que cambiará a la familia para siempre.  Lema: "¡Por las buenas o por las balas!"

## Actores del reparto
|  | Ramón Merlo        | ... | El Señor Manolo    |
|  | María Kosty        | ... | Carolina           |
|  | Jorge San José     | ... | Miguel             |
|  | Pape Pérez         | ... | Padre Rafael       |
|  | Bárbara Caffarel   | ... | Marta              |
|  | Gorka Moreno       | ... | Ángel              |
|  | Tony Fuentes       | ... | Julián             |
|  | Emilio Cabrera     | ... | Dani               |
|  | Álex Rico Rico     | ... | Matón 1            |
|  | Juan Aragón        | ... | Matón 2            |
|  | Inma Velasco       | ... | Rosa               |
|  | Antonio Osuna      | ... | Traficante 1       |
|  | Sergio Rodríguez   | ... | Traficante 2       |
|  | Íñigo de Ibarrondo | ... | Monaguillo         |
|  | Miguel Rellán      | ... | Don Manuel (voice) |

## Premios y recaudación
El Señor Manolo contó con 20 candidaturas a los Premio Goya en el 2016.
Según el Catálogo de cine español del Ministerio de Cultura, obtuvo una recaudación de 533,50€ y 84 espectadores.

## Banda sonora de créditos
- Por las buenas o por las balas, escrito y realizado por Sue D. Marín
- Julián-Juguetería, escrito por Juanjo Ramírez y realizado por Buenos Días Darling
- Himalaya, escrito y realizado por Juanxo Olcina (Pobre Diablo)[11]